# Emma Muscat
Emma Muscat, all'anagrafe Emma Louise Marie Muscat (St. Julian's, 27 novembre 1999), è una cantautrice, pianista e modella maltese.
Dopo aver studiato musica in patria ed aver pubblicato i suoi primi singoli, ha partecipato alla diciassettesima edizione del talent show Amici di Maria De Filippi e firmato un contratto con la Warner Music Italy. Nel 2022 ha rappresentato Malta all'Eurovision Song Contest con il brano I Am What I Am.

## Biografia
Nata nel 1999 a St. Julian's, in Malta, dalla madre Rosanna e dal padre Conrad Muscat, Emma è cresciuta in una famiglia benestante insieme al fratello minore Kurt.

### Cantautrice

#### Infanzia ed esordi
Si è avvicinata all'età di cinque anni e durante l'infanzia è stata influenzata musicalmente da Alicia Keys e Aretha Franklin e in età adolescenziale ha messo in mostra le sue abilità nel canto e nell'utilizzo degli strumenti musicali: si è specializzata, in particolare, con il pianoforte. Inoltre, ha cominciato a comporre sia la musica che il testo dei propri brani. Terminato il percorso scolastico, ha deciso di iscriversi all'università di Arte dello spettacolo.
Nel 2016 ha pubblicato sul suo canale YouTube il suo primo brano, Alone, e successivamente nel 2017 ha pubblicato il suo secondo brano, Without You.

#### 2017-2020: partecipazione adAmici 17eMoments
Nel novembre 2017 ha partecipato ai casting della diciassettesima edizione del talent show Amici di Maria De Filippi, riuscendo poi ad accedere alla fase iniziale. Nell'aprile 2018 ha ottenuto l'accesso alla fase serale del programma, dove è stata eliminata in semifinale, concludendo con il quarto posto nella categoria canto e firmando un contratto con la Warner Music Italy. In seguito alla sua esperienza ad Amici, ha partecipato a Isle of MTV 2018 insieme a Jason Derulo, Hailee Steinfeld e Sigala, e vi ha preso poi nuovamente parte anche l'anno seguente con Martin Garrix, Bebe Rexha e Ava Max; a seguire, in un evento musicale a Malta ha duettato con il tenore maltese Joseph Calleja e con Eros Ramazzotti.
Il 6 luglio 2018 ha pubblicato il suo primo EP intitolato Moments, contenente anche i due singoli già precedentemente pubblicati solo su YouTube, che è stato anticipato dal singolo I Need Somebody, pubblicato il 2 luglio. L'EP ha raggiunto la terza posizione della classifica album italiana. Il 7 dicembre dello stesso anno ha pubblicato la versione natalizia del suo primo EP,  intitolata Moments Christmas Edition, con all'interno sue cover di molti classici di Natale. Il 16 novembre è uscita la sua collaborazione nel singolo Figurati noi del rapper Shade.

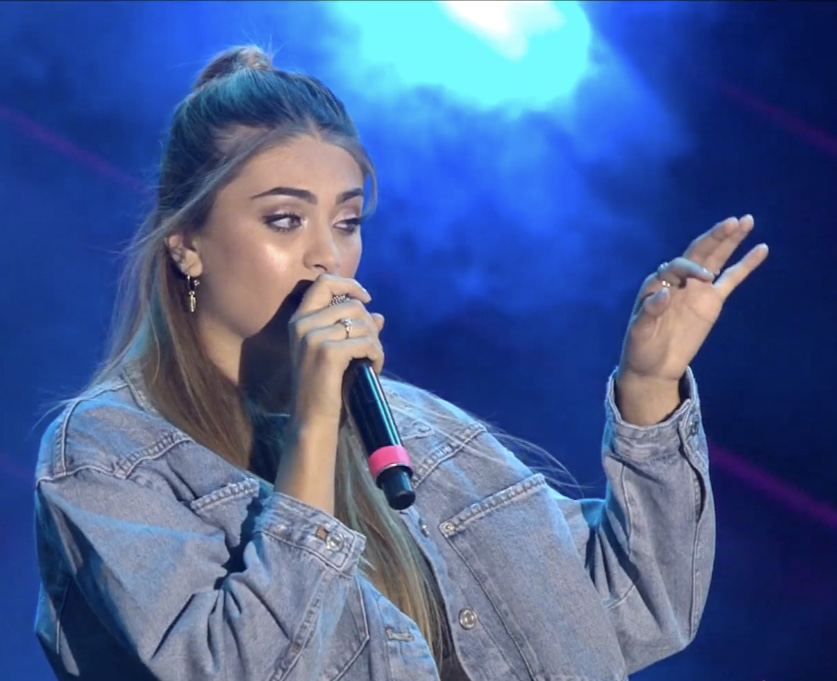
Emma Muscat nel 2019

Il 26 aprile 2019 ha pubblicato il singolo Avec moi, con la partecipazione del rapper Biondo. Il 14 novembre dello stesso anno si è affacciata al mondo urban partecipando al remix del brano di successo Sigarette del rapper Junior Cally. Il 10 dicembre seguente ha pubblicato il singolo Vicolo cieco.
Il 3 luglio 2020 ha pubblicato insieme al rapper Astol il suo singolo per l'estate, Sangria; quest'ultimo è un brano reggaeton dal ritmo latino, che ha ottenuto grande successo conquistando il disco d'oro. Il 25 giugno 2021 ha collaborato nuovamente con il rapper Astol e il cantautore spagnolo Álvaro de Luna, pubblicando Meglio di sera, con il quale ha ottenuto il suo secondo disco d'oro. Verso la fine dello stesso anno ha pubblicato il singolo Più di te.

#### 2022-presente: partecipazione all'Eurovision Song Contest eI Am Emma
Nel 2022 stata confermata come una fra i ventidue artisti partecipanti della nona edizione del MESC, festival musicale che ha selezionato il rappresentante maltese all'Eurovision Song Contest, con il brano Out of Sight. Nella finale del 19 febbraio 2022 è risultata vincitrice del voto della giuria e del televoto, diventando di diritto la rappresentante nazionale a Torino. Il seguente 14 marzo è stato annunciato che il suo brano eurovisivo sarebbe stato il nuovo singolo I Am What I Am. Nel maggio successivo la cantante si è esibita durante la seconda semifinale della manifestazione europea, dove si è piazzata al sedicesimo posto su diciotto partecipanti con 47 punti totalizzati, non qualificandosi per la finale.
Il 13 maggio 2022 è stato pubblicato il suo secondo EP intitolato I Am Emma. Il 22 luglio dello stesso anno è stato pubblicato il singolo La stessa lingua in duetto con il cantante spagnolo Blas Cantó. Nel 2023 ha collaborato con il DJ italiano Benny Benassi nel singolo M.I.A.
Il 14 giugno 2024 è uscito il singolo Lacrime Moët. Il 28 marzo 2025 ha pubblicato il singolo Tutto quello che ho. L'11 luglio è uscito il singolo Love & Desire, inciso insieme al DJ Alex Guesta.

### Altre attività
Sui social, come influencer, Emma è testimonial di marchi del settore della cosmetica quali Elvive; KIKO; Pupa e la linea per capelli del marchio L'Oréal. È inoltre testimonial di linee di abbigliamento quali OVS, Tezenis, Iceberg e Drewandcrew, firmando anche diverse collezioni.

## Vita privata
Dal 2018 al 2019 ha avuto una relazione con il rapper Biondo, concorrente nella sua medesima edizione di Amici.
Dal 2019 è legata sentimentalmente a Kurt Galea, con il quale nel marzo 2025 ha annunciato di aspettare la sua prima figlia.

## Discografia
- 2018 – Moments Christmas Edition

## Tournée
- 2018 – Moments Live
- 2022 – Emma Muscat tour 2022

## Programmi televisivi
- Amici di Maria De Filippi 17 (Canale 5, 2017-2018) - concorrente

## Partecipazioni a manifestazioni canore
- Eurovision Song Contest
  - 2022 – 16º posto (semifinale) con I Am What I Am